# 高須正和
高須 正和（たかす まさかず、1974年（昭和49年）-）は、日本の著述家・リサーチャー・コミュニティ運営者。スイッチサイエンス国際事業開発担当、ニコ技深圳コミュニティ共同発起人、インターネットプラス研究所副所長、早稲田大学ビジネススクール非常勤講師。
会社員としての業務の傍ら、2014年からシンガポール、2017年から中国深圳を拠点に、アジアを中心に世界のメイカームーブメントの現場やハードウェアスタートアップを周り、各種メディアや書籍などで情報発信、イベント企画、コミュニティ運営や大学での講義等を行なっている。

## 略歴
- 1974年 誕生
- 1997年 広告代理店入社、webディレクターやサーバ構築などに従事。
- 2002年 ガリバーインターナショナル入社、インターネット関連の経営企画に従事。
- 2007年 チームラボ入社、web製作のディレクションなどに従事。
- 2011年 ニコニコ学会β実行委員会に委員として参画。
- 2014年  チームラボの展示立ち上げなどのため、シンガポールに赴任。この頃から、アジアを中心に世界中のメイカーフェアを回り始める。
- 2014年 ニコ技深圳観察会（現 ニコ技深圳コミュニティ）を立ち上げ
- 2015年 メイカーフェアシンガポールに実行委員として協力[1]。以後、日本からの出展をサポート。
- 2015年 メイカーフェア深圳に実行委員として協力[1]。以後、主に日本からの出展をサポート。
- 2017年 スイッチサイエンス入社 国際事業開発担当
- 2018年 中国・深圳に移住[2]。
- 2018年  ニコ技深圳観察会を「ニコ技深圳コミュニティ」に名称変更。共同発起人は藤岡淳一
- 2018年 インターネットプラス研究所副所長
- 2018年 早稲田大学ビジネススクール非常勤講師
- 2020年 浜野製作所ガレージスミダ研究所 主席研究員

## 著書

### 単著
- 高須正和著 『世界ハッカースペースガイド』 翔泳社、2018年。ISBN 9784798150505

### 共著
- 高須正和・ニコニコ技術部深圳観察会 『メイカーズのエコシステム 新しいものづくりが止まらない』 インプレスR&D、2016年。ISBN 9784802090650
- 木村公一郎編著 『東アジアのイノベーション: 企業成長を支え、起業を生む〈エコシステム〉』 作品社、2019年。ISBN 9784861827839
- 高須正和・高口康太編著 澤田翔・藤岡淳一・伊藤亜聖・山形浩生著 『プロトタイプシティ 深圳と世界的イノベーション』 KADOKAWA、2020年。ISBN 9784041078419

### 翻訳
- アンドリュー“バニー”ファン（英語版）著  『ハードウェアハッカー～新しいモノをつくる破壊と創造の冒険』高須正和訳 山形浩生監訳、技術評論社、2018年。ISBN 9784297101060
- ジョノ・ベーコン著  『遠くへ行きたければ、みんなで行け～「ビジネス」「ブランド」「チーム」を変革するコミュニティの原則』高須正和訳 山形浩生監訳、関治之解説、技術評論社、2022年。ISBN 9784297127695

### 記事執筆
- ニコニコ学会β実行委員会 編著『月刊ニコニコ学会β 「つくる」とニコニコ学会β』 2号、ブックウォーカー、2014年
- ニコニコ学会β実行委員会 編著『月刊ニコニコ学会β 生活に、研究を。　ユーザー参加型研究の現在とこれから　第７回シンポジウムアーカイブ＆登壇直後インタビュー』７号、ブックウォーカー、2015年

### テレビ
- ザ・ノンフィクション　この町で人生を変えたくて ～結婚とお金と生きがいと～ 2021年12月19日

## 受賞
第37回大平正芳記念賞特別賞 高須正和・高口康太編『プロトタイプシティ　深圳と世界的イノベーション』（KADOKAWA）